# Шишловський Олександр Андрійович
Олександр Андрійович Шишловський (30 березня 1905, Валк — 20 липня 1975, Київ) — український фізик-оптик, педагог. Доктор фізико-математичних наук (1954), професор. Дослідник люмінесценції розчинів електролітів, парів органічних барвників, організатор перших в Україні спектральних лабораторій, засновник власної наукової школи металооптики та спектроеліпсометрії поверхні.
Майже 40 років — професор Київського державного університету імені Тараса Шевченка (1938—1975), засновник та багаторічний завідувач кафедри оптики, декан фізичного факультету. Автор близько 100 наукових робіт, учень професора Сергія Вавилова.

## Життєпис
Народився 30 березня 1905-го року у місті Валк, Російська імперія.
У 1932-му році закінчив фізичне відділення фізико-математичного факультету Московського державного університету, у 1936-му — аспірантуру при університеті під керівництвом професора Сергія Вавилова. Під час навчання деякий час працював асистентом кафедри фізики.
З 1933-го року — старший науковий співробітник Державного оптичного інституту у Ленінграді. Наприкінці 1930-х років здобув науковий ступінь кандидата фізико-математичних наук, захистивши дисертацію у напрямі прикладної фізичної оптики.
У 1938-му році, за пропозицією Сергія Вавилова, переїхав до Києва, де розпочав педагогічну та наукову діяльність у державному університеті імені Тараса Шевченка (КДУ). Через рік заснував кафедру оптики фізико-математичного факультету, яку очолював до кінця життя.
З 1941-го по 1944-й роки — доцент кафедри фізики Середньоазійського державного університету. З поверненням до Києва розпочав роботу з належної організації кафедри оптики, велику увагу приділяв студентам та молодим науковцям.
З 1950-го по 1951-й роки та з 1956-го по 1958-й роки — декан фізичного факультету. У 1954-му році здобув науковий ступінь доктора фізико-математичних наук, захистивши дисертацію на тему «Оптические исследования люминесцирующих растворов электролитов». Пізніше затверджений у вченому званні професора.
У 1956-му році, разом з доцентом Миколою Горбанем, заснував власну наукову школу металооптики та спектроеліпсометрії поверхні. Виступив педагогом, науковим керівником та консультантом близько 15-ти докторів та кандидатів наук, зокрема, Михайла Лисиці, Івана Горбаня, Михайла Білого, Ігоря Шайкевича, Леоніда Поперенка, Івана Конділенка, Василя Стащука тощо.

Могила Олександра Шишловського, Байкове кладовище

У 1963-му році виступив співзасновником Республіканської фізико-математичної школи-інтернату при КДУ. З 1965-го по 1970-й роки — її науковий керівник.
Автор близько 100 наукових робіт. Організатор перших в Україні спектральних лабораторій (разом з доцентом Олексієм Борбатом). Розробник питань оптики низькотемпературної плазми, досліджував геометричну оптику, побудову та розрахунки оптичних систем.
Член наукової ради з люмінесценції та комісії зі спектроскопії Академії наук УРСР, член редакційної колегії часопису «Журнал прикладной спектроскопии».
Помер у 70-річному віці 20 липня 1975-го року. Похований на Байковому кладовищі (північна частина ділянки № 33, 50°25′5.90″ пн. ш. 30°30′10.05″ сх. д. / 50.4183056° пн. ш. 30.5027917° сх. д.).

## Науковий доробок (частковий)
- «Важнейшие приложения оптики в военном деле»: Доп. материал по оптике к стандарт. учебнику физики проф. И. И. Соколова «Курс физики», ч. 3 (курс 10 класса): Утв. НКП УзССР / Под ред. А. А. Шишловского. — Ташкент: Госиздат УзССР, 1943. — 24 с. : ил., черт.; 22 см.
- «Оптические исследования люминесцирующих растворов электролитов»: диссертация доктора физико-математических наук : 01.00.00. — Киев, 1954. — 286 с. : ил.
- «Джерела світла в науці і техніці» / Шишловський О. А.; Київ, Товариство для поширення політичних і наукових знань УРСР, 54 с.
- «Експериментальна оптика» / Шишловський О. А.; Київ, «Радянська школа» — 1959.- 656 с.
- «Прикладная физическая оптика»: [Учеб. пособие для ун-тов] — Москва: Физматгиз, 1961. — 822 с. : ил.; 23 см.
- «Корпускулярно-волновая структура вещества и излучения» — Киев: Изд-во Акад. наук УССР, 1962. — 27 с.; 20 см.
- «Оптические измерения» / Борбат А. М., Горбань Н. Я., Охрименко Б. А., Суббота-Мельник П. А., Шайкевич И. А., Шишловский А. А.; Киев: Техника. 1967. — 419 с.
- «Физика»: [Пособие для учащихся вечерних (сменных) и заоч. школ УССР] / С. У. Гончаренко, Л. Г. Гречко, М. И. Розенберг ; Под общ. ред. проф. А. А. Шишловского. — Киев: Рад. школа, 1969. — 22 см.
- «Физика»: [Пособие для вечерних (сменных) и заоч. школ УССР]. — Киев: Рад. школа, 1971. — 22 см. Ч. 2: Электричество. / И. Я. Кучеров, Н. Н. Новиков ; Под общ. ред. проф. А. А. Шишловского. — 1971. — 287 с. : ил.
- «Оптические свойства сплавов никель-железо в области междузонных переходов» // Шишловский А. А., Горбань Н. Я., Стащук В. С. и др.; Оптика и спектроскопия. 1973. -Т. ХХXV. — Вып.3, С.508-513.

## Нагороди
- орден Леніна
- медаль «За доблесну працю у Великій Вітчизняній війні 1941—1945 рр.»
- почесна грамота Президії Верховної Ради УРСР